# Sitinakite
La sitinakite è un minerale.